# Socket 4
 (mars 2019).
Si vous disposez d'ouvrages ou d'articles de référence ou si vous connaissez des sites web de qualité traitant du thème abordé ici, merci de compléter l'article en donnant les références utiles à sa vérifiabilité et en les liant à la section « Notes et références ».
Le Socket 4, présenté en 1993 par Intel, est le premier socket pour l'architecture P5 (à la base du microprocesseur Pentium). Le Socket 4 est l'unique socket 5 volts pour Pentium. Le Socket 4 supporte un Pentium OverDrive (en) spécial, qui permet de fonctionner à 120 MHz (pour le Pentium 60 MHz) ou 133 MHz (pour le Pentium 66 MHz).
En raison de l'avancement des procédés de fabrication, les nouveaux processeurs devaient fonctionner avec une tension plus faible. Pour cette raison ce socket fut abandonné. Ce socket a eu une durée de vie très courte, et seuls quatre processeurs distincts ont été conçus pour celui-ci. Les processeurs pour cette plate-forme sont connus pour avoir une enveloppe thermique élevée pour l'époque (jusqu'à 14,55 watts).
Le Socket 4 a été remplacé par le Socket 5 en 1994, permettant d'alimenter les processeurs avec une tension de 3,3 V.